# Fisher Island
Fisher Island è un Census-designated place degli Stati Uniti d'America situato nella parte centrale della Contea di Miami-Dade dello Stato della Florida.
Secondo le stime del 2010, la città ha una popolazione di 132 abitanti su una superficie di 0,90 km².